# صلاة الخوف

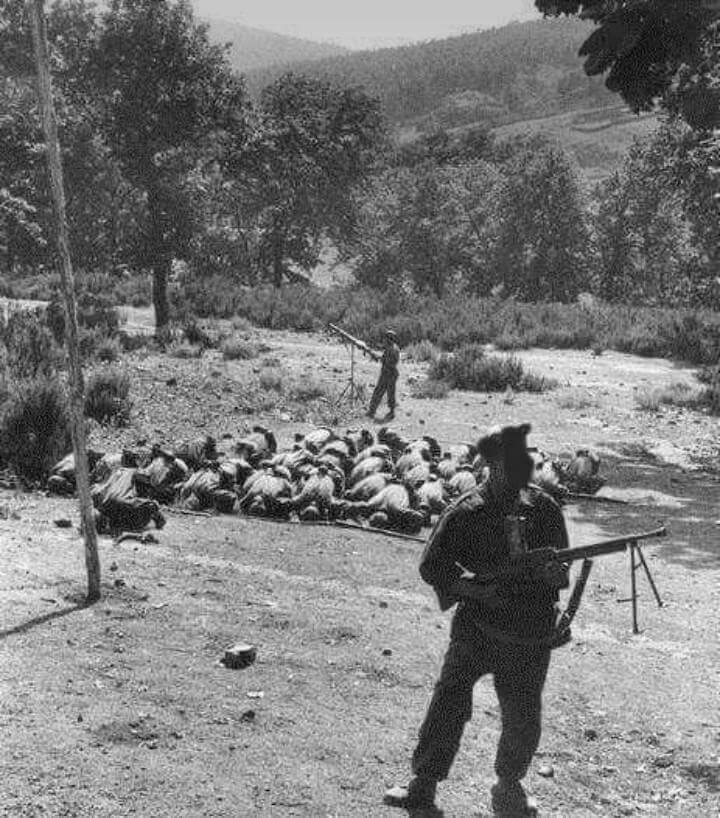
مجموعة من المجاهدين الجزائريين يصلون صلاة الخائف أثناء حربهم ضد المستعمر الفرنسي (1954-1962)

صلاة الخوف هي الصلاة حين تكون مجموعة من المسلمين في خطر -عادة ما يكون الحرب- ويريدون الصلاة ويكونون على الأقل ثلاثة أشخاص فيقسمون إلى مجموعتين المجموعة الأولى تقف أمام العدو والمجموعة الثانية تصلي مع الإمام فما إن يصلوا ركعتين يُسلِّموا، وتأتي المجموعة الأولى فيتبادلون الأماكن مع الفرقة الثانية فيصلوا خلف الإمام.

## تعريفها
هي الصلاة التي سببها الخوف من قتال أو غيره، وتكون في طائفة من المسلمين أقلهم ثلاثة.
والخوف على قسمين:
- خوف شديد لا يتمكن فيه الإنسان من الصلاة إطلاقا فهذا يصلي على حسب حاله سواء صلى واقفا أو وهو يجري، سواء كان إلى القبلة أو إلى غيرها.
- إذا كان الإنسان في حال خوفه يتمكن من أداء الصلاة فيؤدي صلاة الخوف.[1]

## مشروعيتها
تشرع صلاة الخوف في كل قتال مباح؛ كقتال الكفار.

## دليل مشروعيتها من الكتاب والسنة والإجماع

### من الكتاب
| قوله تعالى ﴿وَإِذَا كُنْتَ فِيهِمْ فَأَقَمْتَ لَهُمُ الصَّلَاةَ فَلْتَقُمْ طَائِفَةٌ مِنْهُمْ مَعَكَ وَلْيَأْخُذُوا أَسْلِحَتَهُمْ فَإِذَا سَجَدُوا فَلْيَكُونُوا مِنْ وَرَائِكُمْ وَلْتَأْتِ طَائِفَةٌ أُخْرَى لَمْ يُصَلُّوا فَلْيُصَلُّوا مَعَكَ وَلْيَأْخُذُوا حِذْرَهُمْ وَأَسْلِحَتَهُمْ وَدَّ الَّذِينَ كَفَرُوا لَوْ تَغْفُلُونَ عَنْ أَسْلِحَتِكُمْ وَأَمْتِعَتِكُمْ فَيَمِيلُونَ عَلَيْكُمْ مَيْلَةً وَاحِدَةً وَلَا جُنَاحَ عَلَيْكُمْ إِنْ كَانَ بِكُمْ أَذًى مِنْ مَطَرٍ أَوْ كُنْتُمْ مَرْضَى أَنْ تَضَعُوا أَسْلِحَتَكُمْ وَخُذُوا حِذْرَكُمْ إِنَّ اللَّهَ أَعَدَّ لِلْكَافِرِينَ عَذَابًا مُهِينًا ۝١٠٢﴾. |
| —سورة النساء الآية (102). |

### من السنة
ثبت وصح أن النبي ﷺ صلى صلاة الخوف في أربعة مواضع: في غزوة ذات الرقاع التي حدثت بعد الخندق على الصواب، وبطن نخل (اسم موضع في نجد بأرض غطفان) وعُسْفان (يبعد عن مكة نحو مرحلتين)، وذي قَرَد (ماء على بريد من المدينة، وتعرف بغزوة الغابة، في ربيع الأول سنة ست قبل صلح الحديبية) وصلاها النبي ﷺ أربعاً وعشرين مرة. وقد وردت بها الأحاديث الآتية في صفة صلاتها، مع خبر «صلوا كما رأيتموني أصلي».
وأجمع الصحابة على فعلها، وصلاها علي بن أبي طالب وأبو موسى الأشعري وحذيفة. 

### الإجماع
أما الإجماع فجمهور العلماء متفقون على أن حكمها باقٍ بعد النبي ﷺ.

## شروطها
- أن يكون العدو يحل قتاله.
- أن يخاف هجومه على المسلمين حال الصلاة.[7]

## صفات صلاة الخوف

### الصفة الأولى
وهي الصفة الوحيدة التي وردت في القرآن ، قال تعالى :﴿وَإِذَا كُنْتَ فِيهِمْ فَأَقَمْتَ لَهُمُ الصَّلَاةَ فَلْتَقُمْ طَائِفَةٌ مِنْهُمْ مَعَكَ وَلْيَأْخُذُوا أَسْلِحَتَهُمْ فَإِذَا سَجَدُوا فَلْيَكُونُوا مِنْ وَرَائِكُمْ وَلْتَأْتِ طَائِفَةٌ أُخْرَى لَمْ يُصَلُّوا فَلْيُصَلُّوا مَعَكَ وَلْيَأْخُذُوا حِذْرَهُمْ وَأَسْلِحَتَهُمْ وَدَّ الَّذِينَ كَفَرُوا لَوْ تَغْفُلُونَ عَنْ أَسْلِحَتِكُمْ وَأَمْتِعَتِكُمْ فَيَمِيلُونَ عَلَيْكُمْ مَيْلَةً وَاحِدَةً وَلَا جُنَاحَ عَلَيْكُمْ إِنْ كَانَ بِكُمْ أَذًى مِنْ مَطَرٍ أَوْ كُنْتُمْ مَرْضَى أَنْ تَضَعُوا أَسْلِحَتَكُمْ وَخُذُوا حِذْرَكُمْ إِنَّ اللَّهَ أَعَدَّ لِلْكَافِرِينَ عَذَابًا مُهِينًا ۝١٠٢﴾ [النساء:102]
وصفتها: أن يصلي طائفة من الجيش مع الإمام، وتبقى طائفة أخرى تجاه العدو، فيصلي الإمام بالتي معه، ثم يثبت قائما ويتموا لأنفسهم، ثم ينصرفوا ويقفوا تجاه العدو، وتأتي الطائفة الأخرى التي لم تصلي، فيصلي الإمام بهم الركعة -أو الركعتان- التي بقيت من صلاته، ثم يثبت جالسا ويتموا هم لأنفسهم، ثم يسلم بهم.
دليلها في السنة:
| لما رواه صالح بن خوات رضي الله عنه، عمن صلى مع النبي ﷺ يوم ذات الرقاع صلاة الخوف: «أن طائفة من أصحابه ﷺ صفت معه وطائفة وجاه العدو. فصلى بالذين معه ركعة، ثم ثبت قائما وأتموا لأنفسهم ثم انصرفوا فصفوا وجاه العدو، وجاءت الطائفة الأخرى، فصلى بهم الركعة التي بقيت، ثم ثبت جالسا وأتموا لأنفسهم، ثم سلم بهم».(متفق عليه) |
| —حديث نبوي |

### الصفة الثانية
وهذه الصفة تعمل إذا كان العدو أمام المسلمين ولم يخشوا كمينا فإنه يعمل بهذه الصفة:
| ما رواه جابر؛ قال :«شهدت مع رسول الله ﷺ صلاة الخوف، فصففنا صفين والعدو بيننا وبين القبلة، فكبر رسول الله ﷺ فكبرنا، ثم ركع وركعنا جميعا، ثم رفع رأسه من الركوع ورفعنا جميعا، ثم انحدر بالسجود والصف الذي يليه، وقام الصف المؤخر في نحر العدو، فلما قضى النبي ﷺ السجود، وقام الصف الذي يليه؛ انحدر الصف المؤخر بالسجود، وقاموا، ثم تقدم الركوع ورفعنا جميعا، ثم انحدر بالسجود والصف الذي يليه وكان مؤخرا في الركعة الأولى، وقام الصف المؤخر في نحر العدو، فلما قضى ﷺ السجود، وقام الصف الذي يليه؛ انحدر الصف المؤخر بالسجود، فسجدوا، ثم سلم ﷺ وسلمنا جميعا».(رواه مسلم في صحيح مسلم) |
| —حديث نبوي |

### الصفة الثالثة
أن يصلّى بكل طائفة ركعة ولا تقضي شيئا؛
| ما رواه ابن عمر ؛ قال : «صلى النبي ﷺ صلاة الخوف بإحدى الطائفتين ركعة وسجدتين والأخرى مواجهة العدو، ثم انصرفوا وقاموا في مقام أصحابهم مقبلين على العدو ، وجاء أولئك ، فصلى بهم ركعة ، ثم سلم ، ثم قضى هؤلاء ركعة وهؤلاء ركعة»(متفق عليه) |
| —حديث نبوي. |

### الصفة الرابعة
أن يصلّى بالطائفة الأولى ركعة ثم ينصرفون إلى العدو ، وتأتي الطائفة الأخرى ويصلّى بهم ركعة، ثم يسلم الإمام ، فيقوم هؤلاء (أي الطائفة الثانية) فيصلون لأنفسهم ركعة ثم يسلمون، وينصرفون إلى العدو، ويرجع أولئك (أي الطائفة الأولى) إلى مقامهم فيصلون لأنفسهم ركعة ثم يسلمون.
| ما رواه ابن عمر رضي الله عنهما، قال : «غزوت مع رسول الله ﷺ، قبل نجد ، فوازينا العدو فصاففناهم ، فقام رسول الله ﷺ ، فصلى بنا ، فقامت طائفة معه، وأقبلت طائفة على العدو ، وركع بمن معه ، وسجد سجدتين ، ثم انصرفوا مكان الطائفة التي لم تصل ، فجاؤوا ، فركع بهم ركعة ، وسجد سجدتين ، ثم سلم ، فقام كل واحد منهم ، فركع لنفسه ركعة وسجد سجدتين» (متفق عليه). |
| —حديث نبوي |

### الصفة الخامسة
أن يصلي الإمام بكل طائفة صلاة مستقلة تامة ويسلم بها.
| كما روى أبو بكرة: قال: «صلّى رسول الله ﷺ في خوف الظهر، فصف يعضهم خلفه ، وبعضهم بإزاء العدو ، فصلى ركعتين ، ثم سلم ، فانطلق الذين صلوا فوقفوا موقف أصحابهم ، ثم جاء أولئك فصلوا خلفه فصلى بهم ركعتين ، ثم سلم ، فكان لرسول الله ﷺ أربع ولأصحابه ركعتان». (أخرجه أبو داوود والأثرم). |
| —حديث نبوي |

### الصفة السادسة
أن يصلي الإمام بالطائفة الأولى ركعتين، ولا يسلم، ثم تسلم الطائفة وتنصرف ولا تقضي شيئا. وتأتي الطائفة الأخرى، فيصلى بها ركعتين، ويسلم بها، ولا تقضي شيئا. 
وهذا مثل الصفة التي قبلها، إلا انه لا يسلم في الركعتين الأوليين؛
| لما روى عن جابر ، قال :«أقبلنا مع رسول الله ﷺ ، حتى إذا كنا بذات الرقاع»؛ قال : فنودي للصلاة ، فصلى بطائفة ركعتين ثم تأخروا ، فصلى بالطائفة الأخرى ركعتين ، قال : «فكانت لرسول الله ﷺ أربع وللقوم ركعتان».( متفق عليه). |
| —حديث نبوي |

ويجوز أن تصلّى صلاة الخوف على كل صفة صلاها رسول الله صلى الله عليه وسلم.
قال أحمد: كل حديث يروى في أبواب صلاة الخوف فالعمل به جائز.

## حكم تأخير الصلاة حال الخوف
لا يجوز تأخير الصلاة عن وقتها ويؤديها المسلم على حسب قدرته.
والخوف لا يؤثر في عدد الركعات في حق الإمام والمأموم؛إلا إذا كان في سفر.

## يستحب في صلاة الخوف
أن يحمل معه في صلاة الخوف من السلاح ما يدفع عن نفسه ولا يثقله؛ لقوله تعالى :«وَلْيَأْخُذُوا حِذْرَهُمْ وَأَسْلِحَتَهُمْ ۗ».

## صلاة الخوف في السفر
يباح فيها القصر.

## صلاة الخوف في الحضر
جائزة؛ إذا احتيج إلى ذلك بنزول العدو قريبا من البلد.

## وصلات خارجية
- موقع الاٍسلام من وزارة الشؤون الإسلامية والأوقاف والدعوة والإرشاد